# Concilio de Aranda

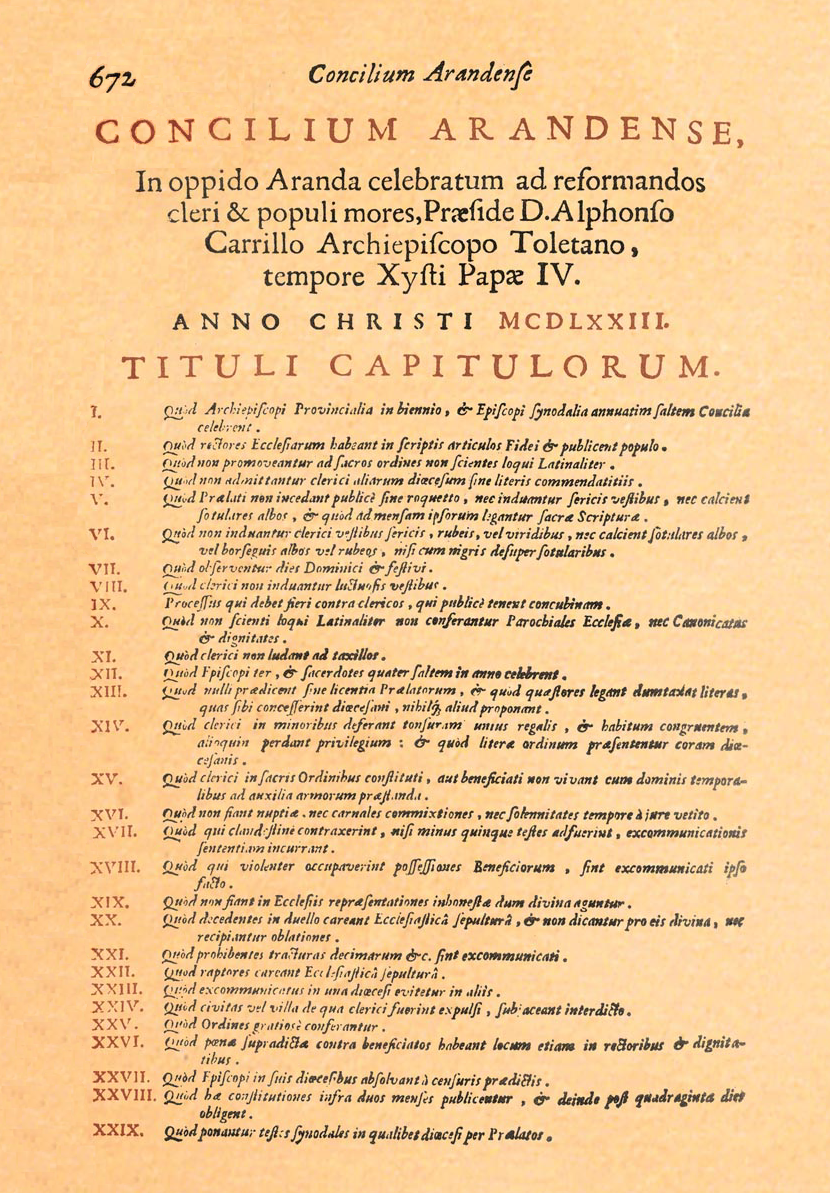
Índice de capítulos del Concilio de Aranda.

El Concilio de Aranda fue un concilio provincial convocado por el arzobispo de Toledo Alonso Carrillo de Acuña en el reino de Castilla —bajo el mandato de Enrique IV de Castilla— y celebrado en 1473 en la localidad castellana de Aranda de Duero (hoy provincia de Burgos, España). 

## Historia
El Concilio de Aranda se celebró en la iglesia de San Juan y se organizó para combatir la ignorancia y la vida disipada de algunos clérigos. Uno de los cánones del Concilio indica que no se debe ordenar a personas que no hablen latín y aparecen otras normas prohibiendo los matrimonios clandestinos.
 El Instituto Castellano y Leonés de la Lengua ha publicado el texto original en latín del Concilio y una traducción al castellano, obra de Carlos Pérez González.
Las sesiones preparatorias tuvieron lugar en el monasterio de San Pedro en la cercana villa de Gumiel de Izán, que pertenecía al señorío del conde de Castro. La sesión se inauguró con un discurso barroco muy propio de los hombres del Renacimiento, a cargo del arzobispo Carrillo en el que se muestra muy preocupado por su pueblo, lejos del intrigante político.

## Conmemoración

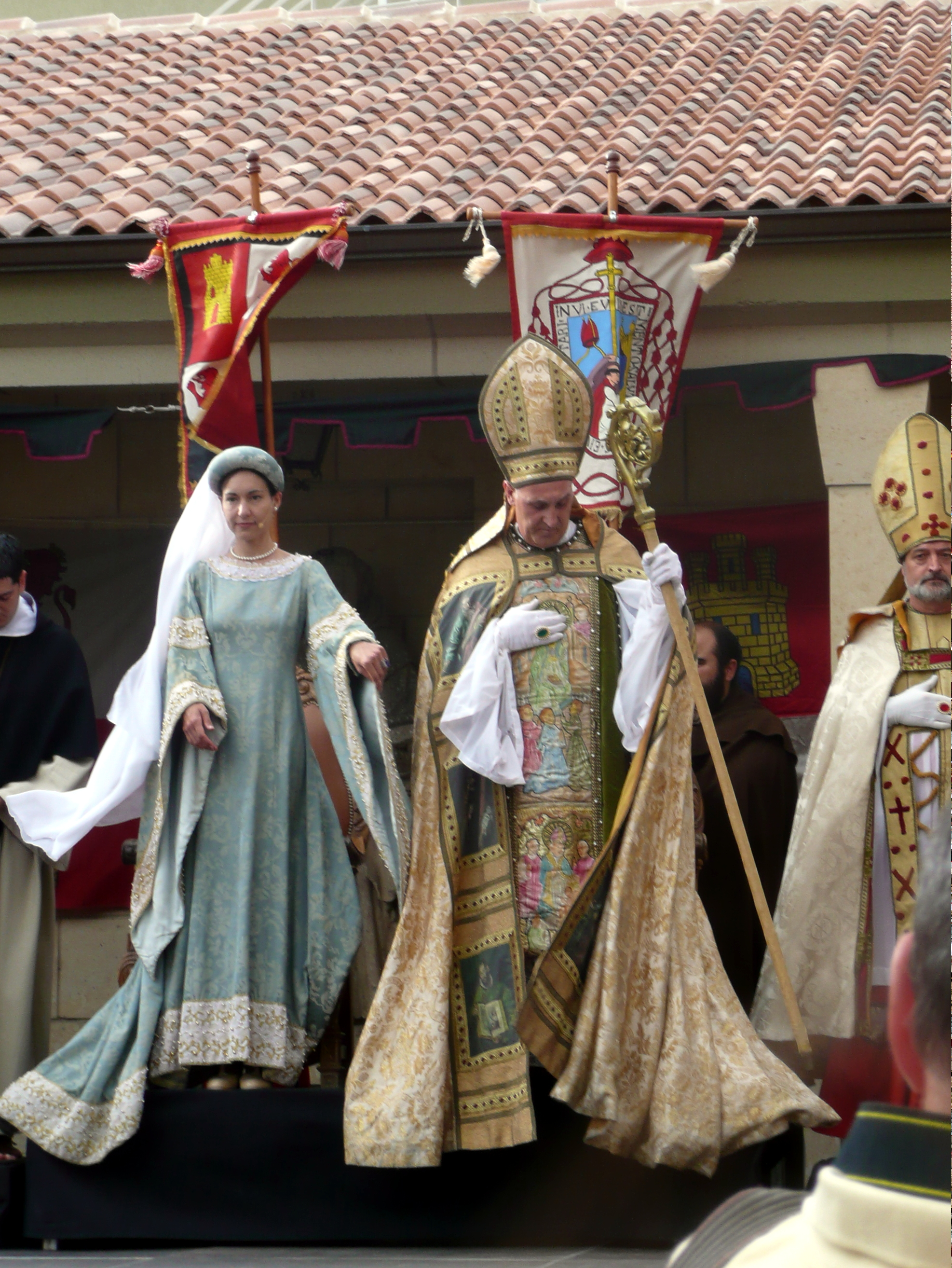
Concilio de Aranda (2009)

En 2006 y 2007, una representación teatral realizada por actores aficionados, escrita por Miguel Gómez Andrea y dirigida por Miguel Nieto, recordó a nivel popular la celebración de este Concilio. Ya en 2013, dicho texto dio paso a la obra Aranda, 1473, escrita por Carlos Contreras Elvira y Félix Estaire, cuyo estreno no comercial tuvo lugar en el Centro Cultural de la villa ribereña el 25 de octubre de 2013, con gran éxito de público y bajo la dirección de Ana y Andrés García, quienes la siguieron dirigiendo sucesivamente en 2014 y 2015. En 2016, una nueva versión del texto firmada por los mismos autores y titulada Aranda, 1473. Paseable, adaptó sus cuadros al plano urbanístico del pueblo, posibilitando que la obra abandonara el teatro y pasara a realizarse en sus calles, uniendo la recreación de su trama con aquellos lugares históricos en los que se desarrolla.